# St. Bonifatius Hospitalgesellschaft Lingen

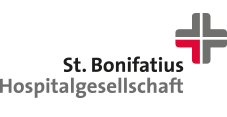
Das Logo der St. Bonifatius Hospitalgesellschaft

Die St. Bonifatius Hospitalgesellschaft Lingen ist ein freigemeinnütziger kirchlicher Trägerverein mit Sitz in Lingen (Ems) und betreibt vier Allgemeinkrankenhäuser sowie verschiedene ambulante und stationäre Einrichtungen der Altenpflege und Altenhilfe.
Der Verein ist als katholische Einrichtung Mitglied des Caritasverbandes für die Diözese Osnabrück. Der Name der Hospitalgesellschaft leitet sich vom heiligen Bonifatius (lat. Der Wohltäter), einem christlichen Missionar, ab.
Das von Mitarbeitern sowie den Vereinsverantwortlichen erarbeitete Leitbild des Vereins beschreibt dessen Ziele, Aufgaben, Tradition und Selbstverständnis mit dem Leitmotiv „Den Menschen verbunden“.
Höchstes Trägergremium ist ein monatlich tagendes Kuratorium, dessen berufene Mitglieder sich aus den Vertretern der Geschäftsführung, Leitung und Mitarbeitervertretern sämtlicher Einrichtungen sowie  Persönlichkeiten aus Politik, Wirtschaft und Kirche zusammensetzen. Vorsitzender des Kuratoriums ist der Pfarrer von St. Bonifatius (Lingen).
Ansgar Veer leitet die Gesellschaft als Hauptgeschäftsführer.

## Leistungsbereiche
Die St. Bonifatius Hospitalgesellschaft betreibt medizinische Versorgungszentren, interdisziplinäre Zentren, geriatrische Tageskliniken, ambulante Pflegedienste  und Einrichtungen zur stationären Altenpflege.
Diese ermöglichen Krankenhausbehandlung, geriatrische Rehabilitation, stationäre Altenpflege, Kurzzeitpflege, altersgerechtes Wohnen, betreutes Wohnen sowie Apothekendienste.
Zudem engagiert sich die Gesellschaft durch eine Altenpflegeschule, eine Gesundheits- und Krankenpflegeschule, eine Kinderkrankenpflegeschule sowie eine Hebammenschule in der Aus- und Weiterbildung von medizinischem Betreuungspersonal.
Weiterhin unterhält die St. Bonifatius Hospitalgesellschaft eine Reihe sozialer Initiativen, dazu zählen Seelsorge, christliche Krankenhaushilfe, ein ehrenamtlicher Patientenservice, diverse Selbsthilfegruppen und Beratungs-, Betreuungs- sowie Kulturprojekte.

## Geschichte
Gegründet wurde das St. Bonifatius Hospital Lingen im Jahr 1855 durch Dechant Johannes Bernhard Diepenbrock mit Unterstützung des Mauritzer Franziskanerinnenordens. Bis 1905 entstand nach Erarbeitung einer Vereinssatzung der eingetragene Verein St. Bonifatius Hospital Lingen. Zwischen 1975 und 1993 wurde die Gesellschaft durch Übernahme der Geschäftsführung im Alten- und Pflegeheim Maria Anna Hospital in Lengerich, heute Maria Anna Haus Lengerich sowie die Übernahme des Elisabeth Krankenhauses Emsbüren und dessen Umwidmung in ein Senioren- und Pflegeheim, erweitert.
Es folgten die Einrichtung einer Fachschule für Altenpflege sowie eine Beteiligung am ambulanten Pflegedienst der Caritas Sozialstation Lingen. 2003 erfolgte ein weiterer Ausbau der Hospitalgesellschaft durch eine Beteiligung am Kreiskrankenhaus Sögel sowie die Übernahme der Emsländische Pflege gGmbH – Alten- und Krankenpflege im Emsland. Zwei Jahre später entstand In Kooperation mit dem St. Georg Stift e.V. Thuine die Aus- und Weiterbildungsstätte Akademie St. Franziskus.
2006 wurde das Lingener Bonifatius Hospital in eine selbstständige gGmbH ausgegliedert, zwei Jahre darauf wurde der zugehörige Neubau mit unter anderem einer neuen Eingangshalle und einem neuen Pflege- und Funktionsbereich abgeschlossen und eingeweiht.
2009 erfolgte die Gründung der Caritas Altenhilfe gGmbH als Träger der heutigen Senioren- und Pflegeheime Mutter Teresa Haus Lingen, Simeon Haus Lingen, Matthias Haus Lohne, Johannesstift Papenburg und Johannesstift Dörpen. Ebenfalls wurde das Seniorenzentrum Mutter Teresa Haus in Lingen eingeweiht. 2010 begann das studentische Projekt „Kinderlachen hilft Heilen“ in Kooperation mit dem Institut für Theaterpädagogik der Hochschule Osnabrück, in den Jahren darauf beteiligte sich die Hospitalgesellschaft an der Marien Krankenhaus GmbH, heute Marien Hospital Papenburg/Aschendorf sowie am Borromäus Hospital Leer.  Im selben Jahr erfolgte die Umfirmierung der Trägergesellschaft von St. Bonifatius Hospital Lingen e.V. in St. Bonifatius Hospitalgesellschaft Lingen e.V., die ihr Leitmotiv seit 2014 als „den Menschen verbunden“ formuliert.

## Einrichtungen

### Krankenhäuser
- Bonifatius Hospital Lingen.[7]
- Borromäus Hospital Leer[8]
- Hümmling Hospital Sögel[9]
- Marien Hospital Papenburg Aschendorf[10]

### Stationäre Pflege
- Elisabeth Haus Emsbüren[11]
- Johannesstift Dörpen[12]
- Johannesstift Papenburg[13]
- Maria Anna Haus Lengerich[14]
- Matthias Haus Lohne[15]
- Mutter Teresa Haus Lingen[16]
- Simeon Haus Lingen[17]

### Ambulante Pflege
- Caritas Sozialstation Lingen[18]
- Emsländische Pflege Sögel[19]

### Betreutes Wohnen
- Domizil am Mühlentor Lingen[20]
- Elisabeth Haus Emsbüren[21]

### Ausbildung und Studium in pflegerischen Berufen
- Akademie St. Franziskus des Bonifatius Hospitals Lingen (Altenpflege, Gesundheits- und Krankenpflege, Gesundheits- und Kinderkrankenpflege, Hebammenwesen, Dualer Studiengang B. Sc. Pflege und Operationstechnische Assistenten)
- Borromäus Hospital Leer (Gesundheits- und Krankenpflege, Operationstechnische Assistenten und Medizinische Fachangestellte)
- Hümmling Hospital Sögel (Gesundheits- und Krankenpflege)
- Marienhospital Papenburg (Altenpflege, Gesundheits- und Krankenpflege, Gesundheits- und Kinderkrankenpflege und Medizinische Fachangestellte)

Quelle laut Homepage:

### Ausbildung in kaufmännischen Berufen
In folgenden Einrichtungen gibt es Ausbildungsmöglichkeiten in kaufmännischen Berufen:
- Bonifatius Hospitals Lingen (Kaufmann/-frau für Büromanagement)
- Borromäus Hospital Leer (Kaufmann/-frau für Büromanagement und Kaufmann/-frau im Gesundheitswesen)
- Marienhospital Papenburg (Kaufmann/-frau für Büromanagement und Kaufmann/-frau im Gesundheitswesen)